# Championnat de France de foot fauteuil
 (juin 2016).
Championnat de France de foot fauteuil 2018/2019.
Les 2 premiers de la D1 + le 3e (si la finale de la Coupe de France oppose les 2 premiers du championnat) ou le vainqueur de la Coupe de France se qualifient pour la Powerchampion's League et les 2 derniers descendent en D2 et sont remplacés par les 2 premiers de la D2.
Les 2 derniers de la D2 descendent en D3 et sont remplacés par les 2 premiers de la D3.
Les 5 derniers de la D3 descendent en Nationale et sont remplacés par le 1er de chacun des 6 groupes de Nationale.

## Division 1

### Clubs (saison 2018/2019)
- Grafteaux Villeneuve d'Ascq
- MSVA Villeneuve d'Ascq
- Kerpape
- Vaucresson
- Toulouse
- Châtenay-Malabry
- Lyon
- Montpellier
- Dinan
- Auch

### Classement
| Rang | Club                        | J  | G | N | P | Bp | Bc | Différence | Points |
| ---- | --------------------------- | -- | - | - | - | -- | -- | ---------- | ------ |
| 1    | Grafteaux Villeneuve d'Ascq | 10 | 9 | 0 | 1 | 31 | 6  | 25         | 27     |
| 2    | Toulouse                    | 11 | 3 | 4 | 4 | 12 | 16 | -4         | 13     |
| 3    | Auch T                      | 4  | 4 | 0 | 0 | 19 | 1  | 18         | 12     |
| 5    | MSVA Villeneuve d'Ascq      | 8  | 3 | 2 | 3 | 10 | 7  | 3          | 11     |
| 4    | Kerpape                     | 7  | 3 | 2 | 2 | 8  | 7  | 1          | 11     |
| 6    | Vaucresson                  | 4  | 3 | 1 | 0 | 11 | 4  | 7          | 10     |
| 7    | Châtenay-Malabry            | 6  | 3 | 0 | 3 | 9  | 5  | 4          | 9      |
| 8    | Lyon                        | 8  | 1 | 2 | 5 | 4  | 13 | -9         | 5      |
| 9    | Montpellier P               | 11 | 1 | 1 | 9 | 5  | 37 | -32        | 4      |
| 10   | Dinan P                     | 3  | 0 | 0 | 3 | 1  | 14 | -13        | 0      |

Qualification pour la Powerchampion's League
- 1er et 2e : phase de groupes

Relégation en Division 2
- 9e et 10e : relégation

Abréviations
- T : Division 1 2017-2018
- C : Vainqueur de la Coupe de France 2019
- P : Promus de Division 2

### Palmarès
| Saison    | Champion            | Saison  | Champion                    |
| --------- | ------------------- | ------- | --------------------------- |
| 1991-92   | Bondy               | 2005-06 | Montauban                   |
| 1992-93   | Vaucresson          | 2006-07 | Montauban                   |
| 1993-94   | Cobras de Lyon      | 2007-08 | Montauban                   |
| 1994-95   | Cobras de Lyon      | 2008-09 | Montauban                   |
| 1995-96   | Vaucresson          | 2009-10 | Montauban                   |
| 1996-97   | Cobras de Lyon      | 2010-11 | MS Villeneuve d'Ascq        |
| 1997-98   | Vaucresson          | 2011-12 | MS Villeneuve d'Ascq        |
| 1998-99   | Vaucresson/Nanterre | 2012-13 | Lorient FF                  |
| 1999-2000 | Vaucresson/Nanterre | 2013-14 | Grafteaux Villeneuve d'Ascq |
| 2000-01   | Nanterre            | 2014-15 | Grafteaux Villeneuve d'Ascq |
| 2001-02   | Cobras de Lyon      | 2015-16 | Auch                        |
| 2002-03   | Nanterre            | 2016-17 | Auch                        |
| 2003-04   | Le Parc Saint-Agne  | 2017-18 | Auch                        |
| 2004-05   | Nanterre            | 2018-19 | Auch                        |

### Tableau d'honneur
| Rang | Club                | Nombre de titres | Dernier titre |
| ---- | ------------------- | ---------------- | ------------- |
| 1    | Cobras de Lyon      | 4                | 2002          |
| 2    | Montauban           | 3                | 2008          |
| -    | Nanterre            | 3                | 2005          |
| -    | Vaucresson          | 3                | 1998          |
| 5    | Vaucresson/Nanterre | 2                | 2000          |
| 6    | ASHM Bondy          | 1                | 1992          |
| -    | Le Parc Saint-Agne  | 1                | 2004          |

## Division 2

### Clubs (saison 2018/2019)
- Vaucresson 2
- Lorient
- Nanterre
- Rouen
- Nantes
- Pays de Bâgé
- Châtenay-Malbry 2
- Douai
- Grafteaux Villeneuve d'Ascq

### Classement
| Rang | Club                                                         | J  | G  | N | P  | Bp | Bc | Différence | Points |  |
| ---- | ------------------------------------------------------------ | -- | -- | - | -- | -- | -- | ---------- | ------ |  |
| 1    | JAH Roquetaillade Association Roquetaillade Handisport AuchP | 18 | 14 | 4 | 0  | 55 | 7  | 48         | 46     |  |
| 2    | Berck-/-Mer EREEM Association Sportive de l'EREEMR           | 13 | 7  | 1 | 5  | 19 | 8  | 11         | 22     |  |
| 3    | Les Merlus Lorient Foot-Fauteuil AIPSH Foyer SoleilR         | 12 | 8  | 1 | 3  | 23 | 13 | 10         | 25     |  |
| 4    | Association Sportive Talençaise de Foot-Fauteuil Club 1      | 18 | 9  | 3 | 6  | 29 | 17 | 12         | 30     |  |
| 5    | CSINI Paris St Jean de Dieu                                  | 13 | 6  | 2 | 5  | 16 | 7  | 9          | 20     |  |
| 6    | Handisport Lyonnais                                          | 18 | 5  | 4 | 9  | 16 | 18 | -2         | 19     |  |
| 7    | Grizzlys Handisport Limoges 2                                | 18 | 4  | 4 | 10 | 12 | 26 | -14        | 16     |  |
| 8    | Les Jaguars Association Electro Foot Brestois                | 11 | 7  | 2 | 2  | 11 | 4  | 7          | 23     |  |
| 9    | Association Sportive Talençaise de Foot-Fauteuil Club 2      | 11 | 0  | 1 | 10 | 0  | 42 | -42        | 1      |  |
| 10   | The Tigers Centre le Brasset de Meaux                        | 18 | 2  | 4 | 12 | 8  | 47 | -39        | 10     |  |

### Palmarès
| Saison    | Champion                                                              |
| --------- | --------------------------------------------------------------------- |
| 1996-97   | Handisport Lyonnais                                                   |
| 1997-98   | Montauban                                                             |
| 1998-99   | Handisport Lyonnais                                                   |
| 1999-2000 | ASHM Bondy                                                            |
| 2000-01   | Centre de Kerpape APEK                                                |
| 2001-02   | Association Sportive de l'EREEM de Berck/Mer                          |
| 2002-03   | Entente Marc Sautelet/Grafteaux Culture et Sport de Villeneuve d'Ascq |
| 2003-04   | Handisport Limoges                                                    |
| 2004-05   | Montauban Handisport                                                  |
| 2005-06   | Nanterre Handisport                                                   |
| 2006-07   | Association Electro Foot Brestois                                     |
| 2007-08   | Association Upsilon Chatenay Malabry                                  |

### Tableau d'honneur
| Rang | Club                                             | Nombre de titres | Dernier titre |
| ---- | ------------------------------------------------ | ---------------- | ------------- |
| 1    | Handisport Lyonnais                              | 2                | 1999          |
| -    | Montauban Handisport                             | 2                | 2005          |
| 3    | ASHM Bondy                                       | 1                | 2000          |
| -    | Association Electro Foot Brestois                | 1                | 2007          |
| -    | Association Sportive de l'EREEM de Berck/Mer     | 1                | 2002          |
| -    | Association Upsilon Chatenay Malabry             | 1                | 2008          |
| -    | Centre de Kerpape APEK                           | 1                | 2001          |
| -    | Handisport Limoges                               | 1                | 2004          |
| -    | Nanterre Handisport                              | 1                | 2006          |
| -    | Entente Marc Sautelet/Grafteaux Culture et Sport | 1                | 2003          |

## Division 3

### Clubs (saison 2008/2009)
- ASEP La Gauthiere Aubagne
- ASHM Bondy
- AS des Handicapés de Douai 1
- Les Canaris Nantes Handisport
- Les Crocodiles Handi Club Nimois 1
- Le Parc Saint-Agne ASEI Jean Lagarde Ramonville
- Les Panthères ASEI Pierre Froment Ramonville
- Entente Marc Sautelet/Grafteaux Culture et Sport de Villeneuve d'Ascq 2

### Classement
| Rang | Club                                                                    | J  | G | N | P | Bp | Bc | Différence | Points |  |
| ---- | ----------------------------------------------------------------------- | -- | - | - | - | -- | -- | ---------- | ------ |  |
| 1    | Les Canaris Nantes HandisportR                                          | 8  | 5 | 3 | 0 | 12 | 4  | 8          | 18     |  |
| 2    | Entente Marc Sautelet/Grafteaux Culture et Sport de Villeneuve d'Ascq 2 | 10 | 4 | 3 | 3 | 12 | 7  | 5          | 15     |  |
| 3    | AS des Handicapés de Douai                                              | 4  | 4 | 0 | 0 | 30 | 1  | 29         | 12     |  |
| 4    | ASHM BondyP                                                             | 8  | 2 | 1 | 5 | 5  | 21 | -16        | 7      |  |
| 5    | ASEP La Gauthiere Aubagne                                               | 4  | 1 | 2 | 1 | 3  | 3  | 0          | 5      |  |
| 6    | Le Parc Saint-Agne ASEI Jean Lagarde Ramonville                         | 4  | 1 | 2 | 1 | 2  | 2  | 0          | 5      |  |
| 7    | Les Panthères ASEI Pierre Froment RamonvilleP                           | 4  | 1 | 0 | 3 | 3  | 11 | -8         | 3      |  |
| 8    | Les Crocodiles Handi Club NimoisP                                       | 6  | 0 | 1 | 5 | 1  | 19 | -18        | 1      |  |

### Palmarès
| Saison  | Champion                                              |
| ------- | ----------------------------------------------------- |
| 2005-06 | Nantes Handisport                                     |
| 2006-07 | Association Upsilon Chatenay Malabry                  |
| 2007-08 | Association Sportive Talençaise de Foot-Fauteuil Club |

### Tableau d'honneur
| Rang | Club                                                    | Nombre de titres | Dernier titre |
| ---- | ------------------------------------------------------- | ---------------- | ------------- |
| 1    | Association Sportive Talençaise de Foot-Fauteuil Club 2 | 1                | 2008          |
| -    | Association Upsilon Chatenay Malabry                    | 1                | 2007          |
| -    | Nantes Handisport                                       | 1                | 2006          |

## Nationale (Div. 4)
C'est la première édition de la division Nationale cette année. Cette division est divisée en régions :

### Nationale Bretagne

#### Clubs de la saison 2008/2009
- Handi Brest 1
- Handi Brest 2
- Centre de Kerpape APEK 2
- Les Bidelles IREM Centre Helio Marin Plérin
- Les Celtics Handisport Rennes Club 1
- Les Celtics Handisport Rennes Club 2

#### Classement
| Rang | Club                                        | J | G | N | P | Bp | Bc | Différence | Points |
| ---- | ------------------------------------------- | - | - | - | - | -- | -- | ---------- | ------ |
| 1    | Centre de Kerpape APEK 2                    | 4 | 2 | 0 | 2 | 14 | 7  | 7          | 6      |
| 2    | Handi Brest 1                               | 2 | 2 | 0 | 0 | 7  | 0  | 7          | 6      |
| 3    | Les Bidelles IREM Centre Helio Marin Plérin | 2 | 1 | 0 | 1 | 5  | 2  | 3          | 3      |
| 4    | Les Celtics Handisport Rennes Club 1        | 1 | 1 | 0 | 0 | 2  | 0  | 2          | 3      |
| 5    | Les Celtics Handisport Rennes Club 2        | 1 | 0 | 0 | 1 | 0  | 5  | -5         | 0      |
| 6    | Handi Brest 2                               | 2 | 0 | 0 | 2 | 0  | 14 | -14        | 0      |

### Nationale Centre

#### Clubs de la saison 2008/2009
- Les Panthères Noires Association Chinonaise Handisport
- Les Poussins Nantais Nantes Handisport
- Les Tigres Nantais Nantes Handisport
- Les Flèches Bleues APSHP Parthenay
- Saint-Georges Foot-Fauteuil AFM Résidence La Foret
- Étoile Verte Foyer le Clos du Tail
- Les Léopards CSAEG Section Foot-Fauteuil

#### Classement
| Rang | Club                                                   | J | G | N | P | Bp | Bc | Différence | Points |
| ---- | ------------------------------------------------------ | - | - | - | - | -- | -- | ---------- | ------ |
| 1    | Les Panthères Noires Association Chinonaise Handisport | 0 | 0 | 0 | 0 | 0  | 0  | 0          | 0      |
| 2    | Les Poussins Nantais Nantes Handisport                 | 0 | 0 | 0 | 0 | 0  | 0  | 0          | 0      |
| 3    | Les Tigres Nantais Nantes Handisport                   | 0 | 0 | 0 | 0 | 0  | 0  | 0          | 0      |
| 4    | Les Flèches Bleues APSHP Parthenay                     | 0 | 0 | 0 | 0 | 0  | 0  | 0          | 0      |
| 5    | Saint-Georges Foot-Fauteuil AFM Résidence La Foret     | 0 | 0 | 0 | 0 | 0  | 0  | 0          | 0      |
| 6    | Étoile Verte Foyer le Clos du Tail                     | 0 | 0 | 0 | 0 | 0  | 0  | 0          | 0      |
| 7    | Les Léopards CSAEG Section Foot-Fauteuil               | 0 | 0 | 0 | 0 | 0  | 0  | 0          | 0      |

### Nationale Île-de-France A

#### Clubs de la saison 2008/2009
- Les Diables Rouges Reims Handisport
- TAC Handisport
- Les Jaguars Union sportive de Vandœuvre
- The Tigers Centre Le Brasset de Meaux 2

#### Classement
| Rang | Club                                    | J | G | N | P | Bp | Bc | Différence | Points |
| ---- | --------------------------------------- | - | - | - | - | -- | -- | ---------- | ------ |
| 1    | Les Diables Rouges Reims Handisport     | 0 | 0 | 0 | 0 | 0  | 0  | 0          |        |
| 2    | TAC Handisport                          | 0 | 0 | 0 | 0 | 0  | 0  | 0          |        |
| 3    | Les Jaguars Union sportive de Vandœuvre | 0 | 0 | 0 | 0 | 0  | 0  | 0          |        |
| 4    | The Tigers Centre Le Brasset de Meaux 2 | 0 | 0 | 0 | 0 | 0  | 0  | 0          |        |

### Nationale Île-de-France B

#### Clubs de la saison 2008/2009
- PUC Association Upsilon Chatenay Malabry 2
- CSINI Paris St Jean de dieu 2
- Les Trous Normands Handisport Grand-Rouen
- Amicale des Sports du Lycée Toulouse Lautrec de Vaucresson 2

|}

#### Classement
| Rang | Club                                                         | J | G | N | P | Bp | Bc | Différence | Points |
| ---- | ------------------------------------------------------------ | - | - | - | - | -- | -- | ---------- | ------ |
| 1    | PUC Association Upsilon Chatenay Malabry 2                   | 0 | 0 | 0 | 0 | 0  | 0  | 0          | 0      |
| 2    | CSINI Paris St Jean de dieu 2                                | 0 | 0 | 0 | 0 | 0  | 0  | 0          | 0      |
| 3    | Les Trous Normands Handisport Grand-Rouen                    | 0 | 0 | 0 | 0 | 0  | 0  | 0          | 0      |
| 4    | Amicale des Sports du Lycée Toulouse Lautrec de Vaucresson 2 | 0 | 0 | 0 | 0 | 0  | 0  | 0          | 0      |

### Nationale Nord

#### Clubs de la saison 2008/2009
- AS des Handicapés de Douai 2
- ASEP Power Chair Liégeois
- Association Sportive de l'EREEM de Berck/Mer 2
- Les Panthères de ThalassaAssociation Sportive Thalassa
- Les Full Power Association Handisport Lievinoise 1
- Les Full Power Association Handisport Lievinoise 2
- Entente Marc Sautelet/Grafteaux Culture et Sport de Villeneuve d'Ascq 3
- Villeneuve d'Ascq 4
- Les Fous Alliez ASHV Centre Hélène BOREL

#### Classement
| Rang | Club | J | G | N | P | Bp | Bc | Différence | Points |
| ---- | ---- | - | - | - | - | -- | -- | ---------- | ------ |
| 1    |      |   |   |   |   |    |    |            |        |
| 2    |      |   |   |   |   |    |    |            |        |
| 3    |      |   |   |   |   |    |    |            |        |
| 4    |      |   |   |   |   |    |    |            |        |
| 5    |      |   |   |   |   |    |    |            |        |
| 6    |      |   |   |   |   |    |    |            |        |
| 7    |      |   |   |   |   |    |    |            |        |
| 8    |      |   |   |   |   |    |    |            |        |
| 9    |      |   |   |   |   |    |    |            |        |

### Nationale Sud-Est

#### Clubs de la saison 2008/2009
- Blue Tigers Association Sports Loisirs Handicap
- Les Dragons d'Argent Les Villandieres 'Ca Roule'
- Les Loustics Bleus Association les 4 Roues
- Les Rebelles Handi Club Pomponiana Olbia
- AS Les Tourelles

#### Classement
| Rang | Club                                             | J | G | N | P | Bp | Bc | Différence | Points |
| ---- | ------------------------------------------------ | - | - | - | - | -- | -- | ---------- | ------ |
| 1    | AS Les Tourelles                                 | 3 | 3 | 0 | 0 | 15 | 0  | 15         | 9      |
| 2    | Les Rebelles Handi Club Pomponiana Olbia         | 3 | 1 | 1 | 1 | 5  | 8  | -3         | 4      |
| 3    | Blue Tigers Association Sports Loisirs Handicap  | 4 | 0 | 1 | 3 | 2  | 14 | -12        | 1      |
| 4    | Les Dragons d'Argent Les Villandieres 'Ca Roule' | 0 | 0 | 0 | 0 | 0  | 0  | 0          | 0      |
| 5    | Les Loustics Bleus Association les 4 Roues       | 0 | 0 | 0 | 0 | 0  | 0  | 0          | 0      |

### Nationale Sud-Ouest

#### Clubs de la saison 2008/2009
- Les Coqs Carlanais Foyer de Vie du Carla Bayle
- AS Foot Fauteuil Electrique Eysines Club
- Les Tigres Mondavezannais
- Les Fauteuils de Feu Montpellier 1
- Les Fauteuils de Feu Montpellier 2
- Les Caymans de l'Handi Club Nîmois

#### Classement
| Rang | Club                                           | J | G | N | P | Bp | Bc | Différence | Points |
| ---- | ---------------------------------------------- | - | - | - | - | -- | -- | ---------- | ------ |
| 1    | Les Coqs Carlanais Foyer de Vie du Carla Bayle | 0 | 0 | 0 | 0 | 0  | 0  | 0          | 0      |
| 2    | AS Foot Fauteuil Electrique Eysines Club       | 0 | 0 | 0 | 0 | 0  | 0  | 0          | 0      |
| 3    | Les Tigres Mondavezannais                      | 0 | 0 | 0 | 0 | 0  | 0  | 0          | 0      |
| 4    | Les Fauteuils de Feu Montpellier 1             | 0 | 0 | 0 | 0 | 0  | 0  | 0          | 0      |
| 5    | Les Fauteuils de Feu Montpellier 2             | 0 | 0 | 0 | 0 | 0  | 0  | 0          | 0      |
| 6    | Les Caymans de l'Handi Club Nîmois             | 0 | 0 | 0 | 0 | 0  | 0  | 0          | 0      |